# ريني سيباشير
ريني سيباشير (بالألمانية: René Seebacher)‏ (24 يوليو 1988 بكلاغنفورت في النمسا - ) هو لاعب كرة قدم نمساوي في مركز الدفاع. لعب مع أدميرا فاكر مودلينغ ونادي فولفسبيرغر ونادي كارنتين و1. Wiener Neustädter SC ‏ ونادي هارتبيرغ.

## وصلات خارجية
- ريني سيباشير على موقع قاعدة بيانات كرة القدم.إي يو (الإنجليزية)
- ريني سيباشير على موقع Soccerway.com (الإنجليزية)
- ريني سيباشير على موقع عالم كرة القدم.نت (الإنجليزية)